# Jérôme Gapangwa Nteziryayo
Jérôme Gapangwa Nteziryayo (* 1. Januar 1942 in Kalongi) ist Altbischof von Uvira.

## Leben
Jérôme Gapangwa Nteziryayo empfing am 20. August 1972 die Priesterweihe und wurde in den Klerus des Bistums Uvira inkardiniert. Johannes Paul II. ernannte ihn am 1. Juli 1985 zum Bischof von Uvira.
Der Erzbischof von Bukavu, Aloys Mulindwa Mutabesha Mugoma Mweru, weihte ihn am 20. Oktober desselben Jahres zum Bischof; Mitkonsekratoren waren Léonard Dhejju, Bischof von Bunia, und Faustin Ngabu, Bischof von Goma.
Von seinem Amt trat er am 10. Juni 2002 zurück.